# Spurgle
Spurgle (deutsch Sporgeln, Kirchspiel Groß Schwansfeld) ist ein Ort in der polnischen Woiwodschaft Ermland-Masuren. Er gehört zur Gmina Bartoszyce (Landgemeinde Bartenstein) im Powiat Bartoszycki (Kreis Bartenstein (Ostpr.)).

## Geographische Lage
Spurgle liegt in der nördlichen Woiwodschaft Ermland-Masuren, 30 Kilometer südöstlich der früheren und jetzt auf russischem Hoheitsgebiet gelegenen Kreisstadt Friedland (russisch Prawdinsk) bzw. 13 Kilometer südöstlich der heutigen Kreismetropole Bartoszyce (deutsch Bartenstein).

## Geschichte
Bei dem 1484 Spurgelyn und erst später Sporgeln genannten Ort handelte es sich um ein Gutsdorf. Ca. 1680 bis 1880 war Familie von Kurowsky Eigentümer des Gutsorts, der 1874 in den neu errichteten Amtsbezirk Beyditten (polnisch Bajdyty) im ostpreußischen Kreis Friedland (ab 1927: Kreis Bartenstein). Von 1880 bis 1945 gehörte das Gut der Familie von der Groeben. 83 Einwohner zählte der Gutsbezirk Sporgeln im Jahre 1910.
Am 30. September 1928 verlor der Gutsbezirk Sporgeln seine Selbständigkeit, als er in die Landgemeinde Bartoszyce im Amtsbezirk Maxkeim eingegliedert wurde.
Im Jahre 1945 umfasste das Gut Sporgeln 260 Hektar, davon 144 Hektar Acker, 67 Hektar Weide, 18 Hektar Wiese, 12 Hektar Wald und 17 Hektar Hof- und Gebäudefläche sowie Unland.
ętrzyn
1945 kam das gesamte südliche Ostpreußen in Kriegsfolge zu Polen. Sporgeln erhielt die polnische Namensform „Spurgle“ und ist eine Ortschaft in der Landgemeinde Bartoszyce (Bartenstein) im Powiat Bartoszycki, von 1975 bis 1998 der Woiwodschaft Olsztyn, seither der Woiwodschaft Ermland-Masuren zugehörig. Im Jahre 2021 zählte Spurgle sieben Einwohner.

## Religion
Christentum
Bis 1945 war Sporgeln in die evangelische Dorfkirche Groß Schwansfeld in der Kirchenprovinz Ostpreußen der Kirche der Altpreußischen Union, außerdem in die römisch-katholische Kirche Bartenstein im damaligen Bistum Ermland eingepfarrt.
Heute ist die nächste katholische Pfarrei die in Sokolica (Falkenau) im jetzigen Erzbistum Ermland, die der evangelischen Kirche ist die in Kętrzyn (Rastenburg) mit einer Filialkirche in Bartoszyce.

## Verkehr
Spurgle ist von Sokolica (Falkenau) aus auf direktem Weg zu erreichen. Eine Bahnanbindung besteht nicht.

## Persönlichkeit
- Ida von Medem (* 1836 in Sporgeln), deutsche Schriftstellerin